# Canton de Maubourguet
Le canton de Maubourguet est un ancien canton français situé dans le département des Hautes-Pyrénées.

## Composition
Le Canton de Maubourguet regroupait onze communes et comptait 5 111 habitants en 2012.
| Communes         | Population (2012) | Code postal | Code Insee |
| ---------------- | ----------------- | ----------- | ---------- |
| Auriébat         | 290               | 65700       | 65049      |
| Caussade-Rivière | 104               | 65700       | 65137      |
| Estirac          | 101               | 65700       | 65174      |
| Labatut-Rivière  | 360               | 65700       | 65242      |
| Lafitole         | 377               | 65700       | 65243      |
| Lahitte-Toupière | 184               | 65700       | 65248      |
| Larreule         | 381               | 65700       | 65262      |
| Maubourguet      | 2 514             | 65700       | 65304      |
| Sauveterre       | 151               | 65700       | 65412      |
| Sombrun          | 220               | 65700       | 65429      |
| Vidouze          | 262               | 65700       | 65462      |

## Administration

### Conseillers généraux de 1833 à 2015
| Période | Période      | Identité                                                      | Étiquette           | Qualité |
| ------- | ------------ | ------------------------------------------------------------- | ------------------- | --- |
| 1833    | 1842         | Jean-Baptiste Lalanne                                         | Majorité dynastique | Avocat Propriétaire à Lafitole Juge de paix du canton de Maubourguet |
| 1842    | 1848         | Gabriel Bascle de Lagrèze (1785-1850)                         |                     | Avocat, auditeur au Conseil d'État Notaire à Larreule |
| 1848    | 1852         | Fortuné Horcat                                                |                     | Avocat, ancien maire de Maubourguet (1830-1837), ancien conseiller d'arrondissement                                                                                               |
| 1852    | 1867         | Gustave Bascle de Lagrèze (fils de Gabriel Bascle de Lagrèze) | Majorité dynastique | Avocat puis magistrat Propriétaire à Larreule |
| 1867    | 1870         | Honoré Lasserre                                               | Droite Bonapartiste | Avocat, notaire, propriétaire à Sombrun |
| 1870    | 1871         | Albert Bergès                                                 | Républicain         | Propriétaire foncier à Maubourguet Maire de Maubourguet (1869-1871) |
| 1871    | 1883         | Honoré Lasserre                                               | Droite              | Avocat, notaire, propriétaire à Sombrun |
| 1883    | 1923 (décès) | Albert Bergès                                                 | Républicain         | Propriétaire foncier à Maubourguet Maire de Maubourguet (1869-1871 et 1878-1923)                                                                                                  |
| 1923    | 1940         | Louis Durand                                                  | Rad.                | Médecin à Maubourguet Conseiller municipal de Maubourguet |
|         |              |                                                               |                     | |
| 1943    | 1945         | Adrien Lassabe                                                | Rad.ind.            | Agriculteur à Maubourguet, conseiller d'arrondissement Nommé conseiller départemental en 1943                                                                                     |
|         |              |                                                               |                     | |
| 1945    | 1973         | Maurice Ducru                                                 | Rad. puis MRG       | Vétérinaire et propriétaire-exploitant Maire de Maubourguet |
| 1973    | 1992         | Jean Ducru                                                    | MRG                 | Vétérinaire Maire de Maubourguet |
| 1992    | 2002         | Jean Glavany                                                  | PS                  | Député (1993-2017) Maire de Maubourguet de 1989 à 2001 Président de la Communauté d'Agglomération de Tarbes de 2001 à 2008 Ancien Ministre Elu en 2011 dans le Canton d'Aureilhan |
| 2002    | 2015         | Jean Guilhas                                                  | PS                  | Techno-commercial et agriculteur Maire de Maubourguet (1998-2014) Elu en 2015 dans le Canton du Val d'Adour-Rustan-Madiranais                                                     |

### Conseillers d'arrondissement (de 1833 à 1940)
| Période                                  | Période | Identité                   | Étiquette   | Qualité |
| ---------------------------------------- | ------- | -------------------------- | ----------- | --- |
| 1833                                     | 1842    | Fortuné Horcat (1794-1861) |             | Avocat, maire de Maubourguet                                                                                |
| 1842                                     | 1848    | M. Pessan                  |             | Avocat à Maubourguet                                                                                        |
|                                          |         |                            |             | |
| 1880                                     |         | Louis Faget                | Républicain | Docteur-médecin à Maubourguet                                                                               |
|                                          |         |                            |             | |
| 1928                                     | 1940    | Adrien Lassabe             | Rad.ind.    | Agriculteur à Maubourguet                                                                                   |
| 1940                                     |         |                            |             | Les conseils d'arrondissement ont été suspendus par la loi du 12 octobre 1940 et n'ont jamais été réactivés |
| Les données manquantes sont à compléter. |         |                            |             | |

## Démographie
| 1962 | 1968  | 1975  | 1982  | 1990  | 1999  | 2007  | 2008  | 2009 |
| ---- | ----- | ----- | ----- | ----- | ----- | ----- | ----- | ---- |
| -    | 5 190 | 5 091 | 5 074 | 4 832 | 4 860 | 5 071 | 5 068 | -    |